# غده عرق آپوکرین

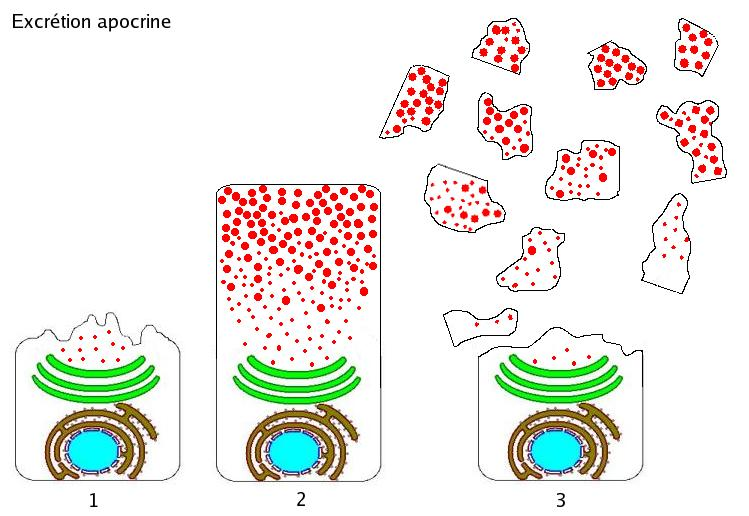
مراحل ترشح در غده آپوکرین

غدهٔ عرق آپوکرین یا apocrine (‎/ˈæpəkrən, -ˌkraɪn, -ˌkriːn/‎؛ از زبان یونانی apo به معنی دور و krinein به معنی جدا شدن) از یک قسمت ترشحی پیچ خورده تشکیل شده که در محل اتصال درم و بافت زیرپوستی واقع شده، که بخشی از آن، مستقیم به زیر فولیکول مو ترشح کرده و وارد می‌شود. در انسان، غدد عرق آپوکرین فقط در مکان‌های خاصی از بدن یافت می‌شوند: زیر بغل، هالهٔ پستان و نوک پستان، مجرای شنوایی ، پلک‌ها، دو طرف سوراخ بینی، ناحیه میان‌دوراه و برخی قسمت‌های دستگاه تناسلی خارجی.  غدد آپوکرین اصلاح‌شده، شامل غدد مژگانی در پلک‌ها، غدد سرمی که جرم گوش تولید می‌کنند، و غدد پستانی که شیر تولید می‌کنند، می‌شود.  بقیه بدن توسط غدد عرق اکریژن پوشانده شده‌است.
با این حال، اکثر پستانداران غیر نخستی‌سان دارای غدد عرق آپوکرین در قسمت بیشتری از بدن خود هستند.  حیوانات خانگی مانند سگ و گربه در هر فولیکول مو غدد آپوکرین دارند اما غدد اکریژن تنها در کف پا و پوزه آن‌ها وجود دارد. غدد آپوکرین آن‌ها، مانند انسان‌ها، ترشح بی‌بو، چرب و مات دارد که با تجزیه باکتریایی بوی خاصی به خود می‌گیرد.  غدد اکریژن روی پنجه‌هایشان اصطکاک را افزایش داده و هنگام فرار از خطر از لغزش آنها جلوگیری می‌کند. 

## ساختار
غده آپوکرین از گلومرولی از لوله‌های ترشحی و مجرای دفع کننده تشکیل شده که به داخل فولیکول مو باز می‌شوند.  گاهی، مجرای دفع کننده به سطح پوستِ کنار مو باز می‌شود.  این غده، بزرگ و اسفنجی است، در چربی زیرجلدی در عمق درم واقع شده‌است،  و دارای ساختار کلی بزرگتر و قطر لومن بیشتری نسبت به غده عرق اکریٰژن است.   لوله‌های ترشحی غدد آپوکرین تک لایه هستند، اما برخلاف لوله‌های ترشحی اکرین، تنها حاوی یک نوع سلول اپیتلیال مجرایی هستند، که بسته به موقعیتشان، قطر متفاوتی دارند، و گاهی به چندین مجرای مختلف منتهی می‌شوند. لوله‌ها در سلول‌های میو اپیتلیال پیچیده شده‌اند که نسبت به همتایان غدد اکریژن خود پیشرفته‌تر هستند.  

## تعریق
در حیوانات سم‌دار و کیسه‌داران، غدد آپوکرین به عنوان تنظیم‌کننده دمایی اصلی عمل کرده و عرق آبکی ترشح می‌کنند. با این حال، برای اکثر پستانداران، غدد عرق آپوکرین ترکیبی روغنی (و در نهایت بدبو) ترشح می‌کنند که به عنوان فرومون، نشانگر قلمرو و زنگ هشدار عمل می‌کند.  غدد عرق آپوکرین با حساسیت به آدرنالین، در تعریق احساسی در انسان نقش دارند (تعریق ناشی از اضطراب، استرس، ترس، تحریک جنسی و درد). 
در جنین پنج ماههٔ انسان، غدد آپوکرین در سراسر بدن توزیع می‌شود. پس از چند هفته، این غدد فقط در مناطق محدود از جمله زیر بغل و دستگاه تناسلی خارجی وجود دارند.  و تا زمان تحریک به‌وسیلهٔ تغییرات هورمونی در دوران بلوغ جنسی، غیرفعال می‌مانند. 

### سازوکار
غده آپوکرین یک مایع روغنی حاوی پروتئین، لیپید و استروئید ترشح می‌کند که قبل از فعالیت میکروبی، بی‌بو است. این مایع درحالی که غدد چربی به داخل همان فولیکول مو باز می‌شوند، در سطح پوست مخلوط با سبوم ظاهر می‌شود.  برخلاف غدد عرق اکریژن که به‌طور مداوم ترشح می‌شوند، ترشح در غدد آپوکرین به‌صورت جهش‌های دوره‌ای صورت می‌گیرد.
در ابتدا تصور می‌شد که غدد عرق آپوکرین فقط از ترشحات آپوکرین استفاده می‌کنند: وزیکول‌ها از سلول‌های ترشحی خارج می‌شوند و سپس در لومن ترشحی تجزیه می‌شوند و محصول خود را آزاد می‌کنند. تحقیقات اخیر نشان داده‌است که ترشح مروکرین نیز رخ می‌دهد.
سلولهای میو اپیتلیال یک ماهیچهٔ صاف در اطراف سلولهای ترشحی تشکیل می‌دهند؛ هنگامی که ماهیچه‌ها منقبض می‌شوند، مجاری ترشحی را فشار داده و مایع تجمع یافته را به داخل فولیکول مو هل می‌دهند. عرق و سبوم در فولیکول مو مخلوط شده و به صورت مخلوط به سطح اپیدرمال می‌رسند. عرق آپوکرین، کدر، چسبناک، در ابتدا فاقد بو و پی‌اچ آن ۶–۷٫۵ است. این ماده حاوی آب، پروتئین، مواد زائد کربوهیدراتی و سدیم کلرید است. عرق فقط با تجزیه شدن به دست باکتریهایی که مولکول‌های بوی فرارشان را آزاد می‌کنند، بوی خاص پیدا می‌کند.  وجود باکتری‌های بیشتر (به ویژه کورینه‌باکتریوم) منجر به ایجاد بوی قوی تری می‌شوند. وجود موهای زیر بغل نیز بوی تندتری را ایجاد می‌کند، زیرا ترشحات، مواد زائد، کراتین و باکتری‌ها روی موی ناحیه جمع می‌شوند. 

## میزان شیوع
پستانداران غیر نخستی‌سان معمولاً غدد عرق آپوکرین را در بیشتر سطوح بدن خود دارند.  اسب‌ها از آن‌ها به عنوان یک دستگاه تنظیم دمای بدن استفاده می‌کنند، زیرا این غدد توسط آدرنالین تنظیم می‌شوند و در اسب‌ها، توزیع بیشتری نسبت به سایر گروه‌ها دارند. از سوی دیگر، راسوی بدبوی آمریکایی از این غدد برای ترشحی استفاده می‌کند که به عنوان یک مکانیسم دفاعی قوی عمل می‌کند.
«اندام‌های زیر بغل»، یعنی نواحی محدود با تعداد مساوی غدد عرق آپوکرین و اکرین، فقط در انسان‌ها، گوریل‌ها و شامپانزه‌ها وجود دارد. غدد آپوکرین در این ناحیه در بدن انسان‌ها در پیشرفته‌ترین حالت خود (با پیچیده‌ترین گلومرول‌ها) هستند.  مردان در همه نواحی زیر بغل‌شان بیشتر از زنان غدد عرق آپوکرین دارند. 
در حال حاضر هیچ شواهدی مبنی بر تفاوت غدد عرق بر اساس گروه‌های نژادی وجود ندارد. این در حالی است که اکثر مطالعات ادعا می‌کنند که تنوع از نقص‌های روش شناختی حاصل می‌شود.